# Open de Suède (taekwondo)
Pour les articles homonymes, voir Open de Suède.
L’Open de Suède est une compétition de taekwondo organisée annuellement par la Fédération suédoise de taekwondo.
La première édition de ce tournoi voit le jour en 1974 mais c'est en 2007 qu'il devient un événement majeur dans le calendrier européen du fait de son label « ETU-A ».
En 2011 ce tournoi prend une dimension mondiale en devenant un événement WTF-G1 (hormis 2013), contribuant davantage au classement mondial.

## Lieu des éditions
| Année(s)  | Ville       |
| --------- | ----------- |
| 2007-2014 | Trelleborg  |
| 2020-...  | Helsingborg |

## Palmarès hommes
| WTF-G1 | WTF-G1              | WTF-G1            | WTF-G1                      | WTF-G1                      | WTF-G1          | WTF-G1             | WTF-G1            | WTF-G1          |
| Année  | -54 kg              | -58 kg            | -63 kg                      | -68 kg                      | -74 kg          | -80 kg             | -87 kg            | +87 kg          |
| ------ | ------------------- | ----------------- | --------------------------- | --------------------------- | --------------- | ------------------ | ----------------- | --------------- |
| 2020   | Bahruz Guluzade     | Gashim Magomedov  | Joan Jorquera               | Javad Aghayev               | Akmal Irgashev  | Carl Nickolas      | Ícaro Soares      | Radik Isayev    |
| 2014   | Jorge Hernandez     | Carlos Navarro    | Konstantinos Chamalidis     | Filip Grgic                 | Julio Ferreira  | Piotr Paziński     | Jeroen Wanrooij   | Ivan Trajkovič  |
| ETU-A  |                     |                   |                             |                             |                 |                    |                   |                 |
| 2013   | Georgios Simitsis   | Jarosław Mecmajer | Jaouad Achab                | Vasiliy Nikitin             | Damir Fejzić    | Aaron Cook         | Damon Sansum      | Zakaria Asidah  |
| WTF-G1 |                     |                   |                             |                             |                 |                    |                   |                 |
| 2012   | Sergej Kolb         | Uno Sanli         | Ramiq Nazarov               | Konstantinos Konstantinidis | Mokdad Ounis    | Lai Li             | Florian Meyer     | Leonardo Basile |
| 2011   | Seïfoulla Magomedov | Rui Bragança      | Nuno Costa                  | Daniel Manz                 | Rıdvan Baygut   | Tommy Mollet       | Alberto Celestrin | Balázs Tóth     |
| ETU-A  |                     |                   |                             |                             |                 |                    |                   |                 |
| 2010   | Sergej Kolb         | Levent Tuncat     | Konstantinos Konstantinidis | Daniel Manz                 | Sean Joyce      | Alberto Celestrin  | Christoph Lehmann | Teemu Heino     |
| Année  | -54 kg              | -58 kg            | -62 kg                      | -67 kg                      | -72 kg          | -78 kg             | -84 kg            | +84 kg          |
| 2009   | Mohamed El Sergany  | Boris Winkler     | Mohammad Qatanani           | Amine Manai                 | Juho Kostiainen | Nikolaos Tzellos   | Alberto Celestrin | Teemu Heino     |
| 2008   | Marios Tsourdinis   | Mohammad Qatanani | Jon Ludvig                  | Mohammed Azhamruie          | Juho Kostiainen | Adam Bashir        | Carlos Rodriguez  | Robert Vossen   |
| 2007   | loi Van Le          | Boris Winkler     | Tomik Hayrapetian           | Daniel Manz                 | Shaowei Zhang   | Björn Thorleifsson | David Kadlec      | Ulvi Kaya       |

## Palmarès femmes
| WTF-G1 | WTF-G1                | WTF-G1             | WTF-G1              | WTF-G1             | WTF-G1             | WTF-G1              | WTF-G1                 | WTF-G1              |
| Année  | -46 kg                | -49 kg             | -53 kg              | -57 kg             | -62 kg             | -67 kg              | -73 kg                 | +73 kg              |
| ------ | --------------------- | ------------------ | ------------------- | ------------------ | ------------------ | ------------------- | ---------------------- | ------------------- |
| 2020   | Rivka Bayech          | Adriana Cerezo     | Patimat Abakarova   | Anastasija Zolotic | Jolanta Tarvida    | Milena Titoneli     | Yanna Schneider        | Lorena Brandl       |
| 2014   | Kyriaki Kouttouki     | Rukiye Yıldırım    | Hatice Kübra Yangın | Dürdane Altunel    | Anna-Lena Frömming | Elin Johansson      | Reshmie Oogink         | Ines Kovac          |
| ETU-A  |                       |                    |                     |                    |                    |                     |                        |                     |
| 2013   | Iryna Romoldanova     | Ganna Soroka       | Dragana Gladović    | Nikita Glasnovic   | Marina Cheshuina   | Katarzyna Lis       | Milica Mandić          | Bianca Walkden      |
| WTF-G1 |                       |                    |                     |                    |                    |                     |                        |                     |
| 2012   | Maria Smirnova        | Sabrina Nölp       | Tongtong Sun        | Anna-Lena Frömming | Rabia Gülec        | Elin Johansson      | Jade Slavin            | Katharina Weiss     |
| 2011   | Yuliya Volkova        | Svetlana Igumenova | Alexandra Lychagina | Bat-El Gatterer    | Hua Zhang          | Elin Johansson      | Anastasia Baryshnikova | Briseida Acosta     |
| ETU-A  |                       |                    |                     |                    |                    |                     |                        |                     |
| 2010   | Sümeyye Karaahmet     | Hanna Zajc         | Euda Carías         | Jennifer Ågren     | Nina Klaey         | Helena Fromm        | Mimmi Petreas          | Rachel Wilson       |
| Année  | -47 kg                | -51 kg             | -55 kg              | -59 kg             | -63 kg             | -67 kg              | -72 kg                 | +72 kg              |
| 2009   | Sarina Kleditz-Rieken | Yasmina Aziez      | Jennifer Kopf       | Julia Swietkowiak  | Nina Klaey         | Audur Jonsdottir    | Rachel Wilson          | Non disputé         |
| 2008   | Lesley Anne Jakubiak  | Ana Mirkin         | Julia Uffelmann     | Denise Rzeha       | Lie Kylborn        | Gunnay Aghakisiyeva | Rachel Wilson          | Karolina Kedzierska |
| 2007   | Sümeyye Manz          | Hanna Zajc         | Demet Özcan         | Pınar Budak        | Marie-Lor Sundman  | Helena Fromm        | Xiao Liu               | Karolina Kedzierska |